# Pacific Coast Championships 1971
Il Pacific Coast Championships 1971 è stato un torneo di tennis giocato sul cemento. È stata l'82ª edizione del Pacific Coast Championships, che fa parte sia del Pepsi-Cola Grand Prix 1971 che del World Championship Tennis 1971 in ambito maschile e dei Tornei di tennis femminili indipendenti nel 1971 in ambito femminile. Si è giocato a Berkeley negli Stati Uniti, dal 27 settembre al 3 ottobre 1971. Il torneo femminile erano amatoriale e non prevedeva montepremi in denaro.

## Campioni

### Singolare
Rod Laver ha battuto in finale  Ken Rosewall con il punteggio di 6–4, 6–4, 7–6

### Doppio
Roy Emerson /  Rod Laver hanno battuto in finale  Ken Rosewall /  Fred Stolle con il punteggio di 6–3, 6–3

### Singolare femminile
Marcie Louie ha battuto in finale  Barbara Downs con il punteggio di 7–5 6–3

### Doppio femminile
Cathy Anderson /  Barbara Downs hanno battuto in finale  Kate Latham /  Laurie Tenney per walkover